# Subsecretaria d'Economia i Empresa
La Subsecretaria d'Economia i Empresa (fins 2018 Subsecretaria d'Economia, Indústria i Competitivitat) és la Subsecretaria del Ministeri d'Economia i Empresa.

## Funcions
D'acord amb el Reial decret 531/2017, li correspon a la Subsecretaria d'Economia, Indústria i Competitivitat:
- La representació ordinària del Ministeri.
- Les relacions institucionals del departament, sense perjudici de les competències atribuïdes a altres òrgans superiors i directius.
- El suport als òrgans superiors del departament a la planificació de l'activitat del Ministeri a través del corresponent assessorament tècnic.
- L'assistència al Ministre en el control d'eficàcia del Ministeri i dels seus Organismes públics.
- La proposta de les mesures d'organització del Ministeri i l'adreça i l'exercici de les competències pròpies dels serveis comuns, a través de les corresponents instruccions o ordres de servei.
- La prefectura superior de tot el personal del departament i la resolució de quants assumptes es refereixin a aquell, excepte els casos reservats a la decisió del Ministre o dels Secretaris d'Estat.
- La responsabilitat de l'assessorament jurídic al Ministre en el desenvolupament de les funcions que a aquest li corresponen i, en particular, en l'exercici de la seva potestat normativa i en la producció dels actes administratius de la competència d'aquell, així com als altres òrgans del Ministeri.
- La coordinació de les actuacions relatives a la participació del departament en els òrgans col·legiats del Govern i en els de col·laboració i suport al Govern.
- La planificació, gestió i administració dels recursos humans del departament, l'elaboració de les relacions de llocs de treball, la gestió de les retribucions i les relacions amb les organitzacions sindicals i les associacions professionals de funcionaris.
- L'establiment dels plans de formació del personal, sense perjudici de les competències d'altres òrgans directius del departament en aquesta matèria, i la gestió de l'acció social i dels programes de prevenció de riscos laborals.
- La gestió dels mitjans materials del departament; l'adequació i conservació dels immobles dels serveis centrals i el manteniment de les seves instal·lacions; el registre general del Ministeri; els serveis tècnics, de seguretat, de reprografia i, en general, els altres serveis generals i de règim interior.
- La planificació, coordinació, elaboració i adreça dels projectes d'obres.
- La gestió patrimonial relacionada amb la tramitació dels expedients d'afectació o d'arrendament d'immobles vinculats a les finalitats específiques del departament, quan no correspongui a altres òrgans del Ministeri; el manteniment de l'inventari dels immobles afectes al departament; la gestió financera i de tresoreria dels crèdits pressupostaris dels serveis comuns i la coordinació de les diferents caixes pagadores del departament a través de la unitat central.
- L'adreça, impuls i coordinació de la administració electrònica en el departament.
- L'impuls i coordinació de la política informàtica del Ministeri i dels seus diferents organismes i el desenvolupament dels sistemes d'informació necessaris per al funcionament dels serveis.
- La implantació de l'administració electrònica en el departament, la gestió i administració de les xarxes de comunicació de veu i dades, l'administració del domini d'Internet i portal del Ministeri i l'assessorament i assistència en matèria de tecnologies de la informació.
- L'elaboració de la proposta de pressupost anual del Ministeri i la coordinació dels corresponents als seus organismes públics adscrits, així com el seguiment de l'execució pressupostària i l'autorització o, si escau, tramitació de les seves modificacions.
- La inspecció de serveis dels òrgans i organismes dependents o adscrits al departament, amb la forma i l'àmbit previstos a l'apartat 3.c), i la coordinació de les actuacions del departament en matèria d'igualtat de gènere.
- L'aprovació del pla anual d'inspecció de serveis.
- L'exercici de la potestat disciplinària per faltes greus o molt greus del personal del departament, excepte la separació del servei.
- El protectorat de les fundacions les finalitats de les quals es vinculin amb les atribucions del departament, en els termes establerts per la normativa vigent.
- La coordinació de les estadístiques del departament i la representació en els òrgans interministerials d'aquest àmbit.
- La gestió i manteniment del portal d'Internet i Intranet del Ministeri d'Economia i Empresa en coordinació amb els gestors de continguts dels centres directius i organismes del departament.
- L'aplicació i el seguiment de les mesures d'austeritat i racionalització de la despesa pública mitjançant instruccions específiques sobre l'ocupació de mitjans del departament i dels organismes adscrits al mateix.
- L'aprovació de les comissions de serveis amb dret a indemnització del personal del departament o la seva delegació en els responsables dels respectius centres directius; i les comissions amb dret a indemnització per quantia exacta dels alts càrrecs adscrits a la Subsecretaria.

## Estructura
De la Subsecretaria de Justícia depenen els següents òrgans directius:
- Secretaria General Tècnica de la Subsecretaria.
- Subdirecció General de Recursos Humans.
- Oficialia Major.
- Subdirecció General d'Administració Financera i Inspecció de Serveis.
- Subdirecció General de Tecnologies de la Informació i les Comunicacions.
- Oficina Pressupostària.
- Gabinet Tècnic de la Subsecretaria.

### Organismes adscrits
- L'Advocacia de l'Estat en el departament.
- La Intervenció Delegada de la Intervenció General de l'Administració de l'Estat en el Ministeri.
- Una Junta Assessora Permanent del Ministeri.
- L'Institut de Comptabilitat i Auditoria de Comptes.
- Inspecció General del Ministeri d'Hisenda d'Espanya.

## Llista de Subsecretaris d'Economia
| Nom                                      | Cos de funcionaris                                          | Any de naixement | Data de nomenament     |
| ---------------------------------------- | ----------------------------------------------------------- | ---------------- | ---------------------- |
| Manuel Jesús Lagares Calvo (1)           | Cos d'Inspectors d'Hisenda de l'Estat                       | 1941             | 11 de juliol de 1977   |
| Francisco Javier Moral Medina (1)        | Cos d'Inspectors d'Hisenda de l'Estat                       | 1944             | 10 de març de 1978     |
| José Montes Fernández (1)                | Cos Superior de Tècnics Comercials i Economistes de l'Estat |                  | 19 de maig de 1980     |
| José Enrique García Roméu Fleta (1)      | Fiscal                                                      | 1938             | 26 de setembre de 1980 |
| José Antonio Cortés Martínez (2)         | Cos d'Inspectors d'Hisenda de l'Estat                       |                  | 22 de desembre de 1982 |
| Miguel Martín Fernández (2)              |                                                             | 1943             | 15 de febrer de 1984   |
| José María García Alonso (2)             | Cos d'Inspectors d'Hisenda de l'Estat                       | 1944             | 1 d'agost de 1986      |
| Enrique Martínez Robles (2)              | Cos d'Inspectors d'Hisenda de l'Estat                       | 1944             | 22 d'abril de 1988     |
| Juan Antonio Blanco-Magadán y Amutio (2) | Cos Superior d'Administradors Civils de l'Estat             | 1947             | 23 de juliol de 1993   |
| Fernando Díez Moreno (2)                 | Cos d'Advocats de l'Estat                                   | 1941             | 10 de maig de 1996     |
| Miguel Crespo Rodríguez (1)              | Cos d'Advocats de l'Estat                                   | 1961             | 5 de maig de 2000      |
| Juana Lázaro Ruiz (2)                    | Cos d'Inspectors d'Hisenda de l'Estat                       | 1950             | 19 d'abril de 2004     |
| Miguel Temboury Redondo (3)              | Cos d'Advocats de l'Estat                                   | 1969             | 23 de desembre de 2011 |
| Alfredo González-Panizo Tamargo (4)      | Cos d'Advocats de l'Estat                                   | 1975             | 11 de novembre de 2016 |
| Amparo López Senovilla                   | Cos d'Advocats de l'Estat                                   | 1975             | 22 de juny de 2018     |

- (1) Subsecretari d'Economia.
- (2) Subsecretari d'Economia i Hidenda.
- (3) Subsecretari d'Economia i Competitivitat.
- (4) Subsecretari d'Economia, Indústria i Competitivitat
- (5) Subsecretaria d'Economia i Empresa